# Геологија Мађарске
Мађарска се налази у Панонском басену у средњој Европи, окружена је Карпатима, Алпима и Динаридима, али највећим делом доминирају низијама. Шездесет осам процената земље су низије испод 200 метара надморске висине. Брдовити терени покривају 30% земље, док планине покривају само 2%. Цео Панонски басен је у сливу Дунава.

## Тектоника и геологија темељних стена
Мађарска је углавном дефинисана геолошком еволуцијом касног кенозоика. Велики излучни басени формирани су услед аномалног стањивања коре и високог геотермалног градијента. Панонски басен је заправо систем басена, укључујући Велики равничарски басен, Бечки басен, басен Драве и Трансилвански басен. Различити подсливови су раздвојени инселберговим распонима, сачињеним од палеозојских, мезозојских и палеогенских седиментних стена и кенозојских магматских и седиментних стена.
Источни Алпи се протежу на северозападу Мађарске као планине Шопрон и Кешег, близу границе са Аустријом и састоје се од метаморфозираних палеозојских и мезозојских стена. Трансдунавски ланац обухвата 250 километара, укључујући брда и планине. Северно од језера Балатон, у Балатонској висоравни, геолози су пронашли доњепалеозојски филит и карбонате. Североисточно од језера Балатон, у брдима Веленце, најчешће је заступљен карбонски гранит. Тријаски карбонати чине друге делове Трансдунавских планина, иако се мала површина стена из јуре, креде и палеогена налази у централној зони синформе и контролишу основну структуру планина.
Северне мађарске планине имају веома компликовану геологију. Палеозојски шкриљац и карбонат налазе се у брдима Сендор и Упони, а планине Бик су благо метаморфизоване горњопалеозојске и јурске седиментне и магматске стене. Неколико гранита из карбона налази се на југоистоку планине Мечек.

## Седименти и стратиграфија
Језера, реке и речне делте таложиле су седименте у басенима дебљине између једног километра и осам километара током касног миоцена до плиоцена, пошто је Панонско језеро доминирало пејзажом. Ови седименти су у квартару били прекривени алувијалним наносима, ветром нанесеним песком и лесом, који данас чини површину Панонске низије.

## Историја геолошких истраживања
Беудант, професор на Универзитету у Паризу, објавио је прве списе о мађарској геологији 1822. Царски и Краљевски геолошки завод Аустро-Угарске империје спровео је геолошко мапирање у Мађарској између 1850. и 1865. и објавио карте између 1867. и 1867. године. 1869. Широко распрострањено бушење за хиљаде артешких бунара и 500 термалних бунара проширило је геолошка знања у другој половини 19. века. Мађарски физичар и геофизичар, Лоранд Етвош, извршио је мерења гравитације користећи технику торзијске равнотеже, помажући у покретању геофизике. Након његове смрти, студенти су у његову част назвали Геофизички институт Лоранд Еотвос. До Другог светског рата независна Мађарска је имала пет активних универзитетских геолошких одељења.
Картирање се повећало након рата, са све већим бројем запослених у Геолошком заводу, а нова мапа је објављена 1956. Разумевање мађарске геологије се променило увођењем теорија о тектоници плоча 1970-их, што је променило погледе на формирање Панонског басена.

## Геологија природних ресурса
У време Тријанонског споразума, Мађарска је била богата минералима, али већина ових ресурса је сада ван граница Мађарске у словачким рудним планинама и планинама Апусени у Ердељу. Данас је Мађарска сиромашна природним ресурсима. Након револуције 1989. године, експлоатација боксита је практично окончана и производња угља је опала. Електране и даље уклањају лигнит из рудника локално, а нафта и гас су важни ресурси.
Историјски гледано, боксит је понекад био познат као „мађарско сребро“, због великих налазишта боксита у близини Балатона. Како су површински ресурси били исцрпљени, рударство је отишло у подземље, снижавајући ниво крашких вода. Боксити су настали у тропској клими у баремијском добу ране креде. Попут боксита на Јамајци, јаке тропске падавине су однеле друге минерале који су се одливали у порозни дуб који лежи испод и стварајући седименте обогаћене алуминијумом.